# 1965年オーストラリア選手権 (テニス)
1965年 オーストラリア選手権（1965ねんオーストラリアせんしゅけん、1965 Australian Championships）に関する記事。オーストラリア・メルボルン市内にある「クーヨン・テニスクラブ」にて開催。

## 大会の流れ
- 男子シングルスは「56名」の選手による6回戦制で行われた。シード選手は16名。第1-第8シードまでの選手に「1回戦不戦勝」（抽選表では“Bye”と表示）があり、下位シードと他の選手は1回戦から出場した。
- 女子シングルスは「52名」の選手による6回戦制で行われた。シード選手は16名。第1-第12シードまでの選手に「1回戦不戦勝」があり、下位シードと他の選手は1回戦から出場した。男女とも、2回戦から登場した上位シード選手が初戦敗退の場合は「2回戦＝初戦」と表記する。

## シード選手

### 男子シングルス
1. ロイ・エマーソン （優勝、3年連続4度目）
2. フレッド・ストール （準優勝）
3. ジョン・ニューカム （ベスト4）
4. トニー・ローチ （ベスト4）
5. ピエール・ダーモン （ベスト8）
6. ピエール・バルト （3回戦）
7. ルー・ジェラード （3回戦）
8. トム・オッカー （2回戦＝初戦）
9. オーウェン・デビッドソン （ベスト8）
10. ビル・ボウリー （ベスト8）
11. バリー・フィリップス・ムーア （3回戦）
12. ウォーレン・ジャックス （1回戦）
13. グラハム・スティルウェル （2回戦）
14. 石黒修 （3回戦）
15. フランソワ・ジョフレー （3回戦）
16. ヤン・ハイヤー （1回戦）

### 女子シングルス
1. マーガレット・スミス （優勝、大会6連覇）
2. レスリー・ターナー （3回戦）
3. マリア・ブエノ （準優勝）
4. ビリー・ジーン・モフィット （ベスト4）
5. ジュディ・テガート （ベスト8）
6. キャロル・グレーブナー （ベスト8）
7. ロビン・エバーン （ベスト8）
8. アン・ヘイドン＝ジョーンズ （2回戦＝初戦）
9. マドンナ・シャクト （2回戦＝初戦）
10. ゲイル・シェリフ （2回戦＝初戦）
11. ジル・ブラックマン （3回戦）
12. ヘレン・グーレイ （3回戦）
13. ノルマ・ベイロン （3回戦）
14. ディードル・ケラー （2回戦）
15. アネッテ・バン・ジル （ベスト4）
16. クリスティン・トルーマン （3回戦）

## 大会経過

### 男子シングルス
準々決勝
- ロイ・エマーソン vs.  フアン・ヒスベルト 6-3, 6-3, 6-1
- ジョン・ニューカム vs.  ビル・ボウリー 6-2, 4-6, 2-6, 6-3, 6-4
- トニー・ローチ vs.  ピエール・ダーモン 6-8, 6-2, 6-3, 6-0
- フレッド・ストール vs.  オーウェン・デビッドソン 3-6, 6-0, 6-0, 6-3

準決勝
- ロイ・エマーソン vs.  ジョン・ニューカム 7-5, 6-4, 6-1
- フレッド・ストール vs.  トニー・ローチ 6-4, 8-6, 9-7

### 女子シングルス
準々決勝
- マーガレット・スミス vs.  フランソワーズ・デュール 6-3, 6-3
- ビリー・ジーン・モフィット vs.  ロビン・エバーン 6-1, 6-2
- マリア・ブエノ vs.  ジュディ・テガート 6-2, 6-2
- アネッテ・バン・ジル vs.  キャロル・グレーブナー 6-3, 6-4

準決勝
- マーガレット・スミス vs.  ビリー・ジーン・モフィット 6-1, 8-6
- マリア・ブエノ vs.  アネッテ・バン・ジル 6-2, 6-3

## 決勝戦の結果
- 男子シングルス： ロイ・エマーソン vs.  フレッド・ストール 7-9, 2-6, 6-4, 7-5, 6-1
- 女子シングルス： マーガレット・スミス vs.  マリア・ブエノ 5-7, 6-3, 5-2 （途中棄権）
- 男子ダブルス： ジョン・ニューカム& トニー・ローチ vs.  ロイ・エマーソン& フレッド・ストール 3-6, 4-6, 13-11, 6-3, 6-4
- 女子ダブルス： マーガレット・スミス& レスリー・ターナー vs.  ビリー・ジーン・モフィット& ロビン・エバーン 1-6, 6-2, 6-3
- 混合ダブルス： ジョン・ニューカム& マーガレット・スミス vs.  オーウェン・デビッドソン& ロビン・エバーン 決勝戦実施なし、両組優勝